# 斯凯奇

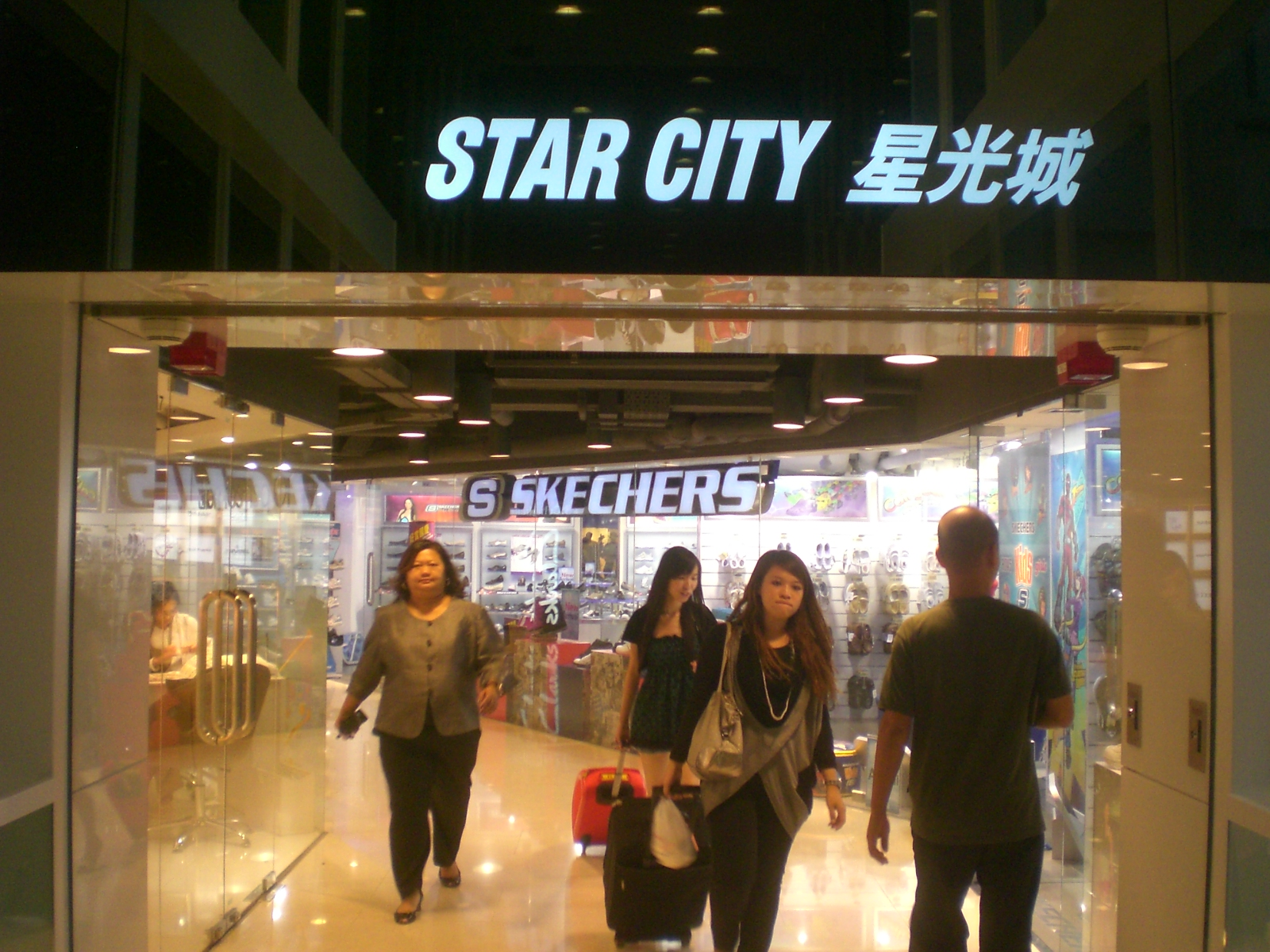
位於香港星光城的斯凯奇门店

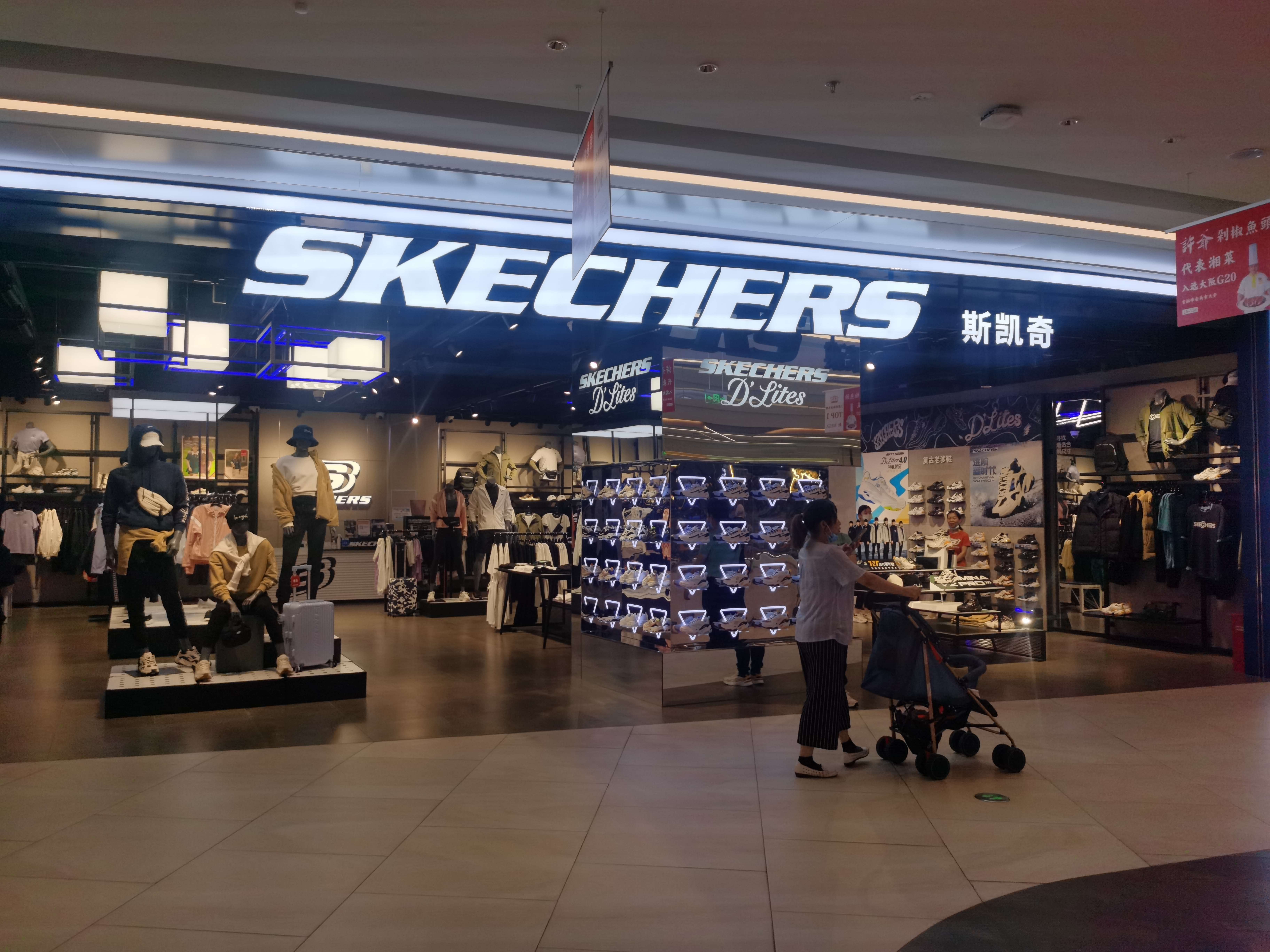
位於中国大陆上海南翔印象城MEGA的斯凯奇门店

斯凯奇（Skechers）是一家美國鞋类公司，总部位于加利福尼亚州曼哈顿海滩，斯凯奇由罗伯特·格林伯格（Robert Greenberg）創辦于1992年，是世界第三大鞋类品牌。

## 历史
斯凯奇由罗伯特·格林伯格于1992年创立，此前他曾于1983年创立LA Gear（他于创立斯凯奇的同一年辞去了LA Gear首席执行官一职）。格林伯格最初专注于男士街头鞋履；斯凯奇早期产品是深受垃圾摇滚风潮影响的实用型靴子。斯凯奇迅速扩张，涵盖女鞋和童鞋，推出休闲和运动风格系列，并于1999年在纽交所上市。2011年，斯凯奇推出了面向运动员的高性能运动服系列，并签约梅布·凯夫莱齐吉担任代言人。
斯凯奇是全球销量第三大鞋类品牌。2019年1月，该公司开始扩建其公司总部，将其位于南湾的办公室、设计和陈列室空间扩大一倍。2023年，斯凯奇首次跻身财富500强。

### 诉讼案
2012年，斯凯奇同意以4000万美元和解一项集体诉讼，该诉讼基于美国联邦贸易委员会的投诉，该委员会指控斯凯奇的Shape-Ups摇杆底鞋广告误导了消费者。
2015年，阿迪达斯对斯凯奇提起商标侵权诉讼。其中一项侵权斯凯奇Onyx，据称其抄袭了阿迪达斯Stan Smith。双方于2018年5月30日达成保密和解。
2019年，耐克对斯凯奇提起专利侵权诉讼，因为耐克认为斯凯奇侵犯其VaporMax和Air Max 270运动鞋的设计。

### 强迫劳动调查
2021年，法国检察官对斯凯奇和其他品牌是否隐瞒或从强迫维吾尔族劳动中获利展开调查。谢菲尔德哈勒姆大学2023年12月的一份报告再次发现与强迫维吾尔族劳动有关的联系。斯凯奇表示，没有发现任何存在强迫劳动的证据。2024年9月，在工人权利联盟的批评下，斯凯奇在新疆乌鲁木齐开设了一家门店。

### 私有化
2025年5月5日，斯凯奇宣布将被私募股权公司3G资本收购。交易将于当年第三季度完成，待监管机构批准后，斯凯奇将从纽约证券交易所退市，成为一家私人控股公司。

## 产品与广告宣传
斯凯奇设计、开发并销售一系列面向成人和儿童的生活方式和高性能鞋类、服装及配饰。旗下品牌包括Skechers Sport、Slip-ins、D'Lites、慈善系列Bobs、Mark Nason、Skechers Work、Go Walk、Go Run 和Go Golf。自2020年起，部分鞋履已采用固特异橡胶。
斯凯奇曾与林戈·斯塔尔、布兰妮·斯皮尔斯、克里斯蒂娜·阿奎莱拉和史努比狗狗等音乐家；电视名人玛莎·斯图尔特、布鲁克·伯克和阿曼达·克鲁茨；棒球运动员克莱顿·克肖和拳击手舒格·雷·伦纳德；以及美式足球运动员乔·蒙塔纳、托尼·罗莫、豪伊·朗和克里斯·卡特等为其产品进行推广。2010年以来，斯凯奇一直是超级碗的常规广告商。
2019年3月1日，斯凯奇推出名为“Just Blew It”的平面和数字对比广告活动，以凸显锡安·威廉姆森与竞争对手耐克的失败鞋事件。
自2021年起，斯凯奇一直是W Racing Team在跑车赛事中的合作伙伴，其中包括前世界摩托车锦标赛冠军瓦伦蒂诺·罗西。WRT的母公司Weerts Group为斯凯奇位于比利时列日的欧洲配送中心提供服务。
Skechers Performance的合作对象包括长跑运动员梅布·凯夫莱齐吉以及职业高尔夫球手布鲁克·亨德森和马修·菲茨帕特里克。该品牌于2022年扩展到匹克球领域，签下了数名这项运动的顶级球员，并赞助了美国首个全国直播的匹克球锦标赛。2023年，斯凯奇宣布进军足球和篮球运动，推出了新的科技鞋，英格兰国家足球队球员哈里·凯恩以及NBA球员朱利叶斯·兰德尔、特伦斯·曼恩和乔尔·恩比德都穿着和推广过这款鞋。2024年，斯凯奇取代Nivia体育，成为印度历史最悠久、最成功的足球队之一莫亨巴根超级巨人的球衣赞助商。

## 公益事业
斯凯奇于2010年成立斯凯奇基金会。斯凯奇和友谊基金会每年在曼哈顿海滩举办一次徒步活动，为帮助有特殊需要的学生与同龄人建立联系的非营利组织筹集资金。
斯凯奇通过其“Bobs”慈善项目向全球有需要的儿童捐赠新鞋。这些鞋子用于支持“启蒙计划”、教育基金会、无家可归者收容所、救灾组织和501(c)(3)组织。Bobs还支持动物福利组织，包括Petco Love和Woodgreen Pets Charity。2024年，斯凯奇向奥斯汀高中男女足球队捐赠2万美元。

## 影视制作
斯凯奇与MoonScoop Entertainment及动画师/联合制片人约翰·马塞合作开发动画系列片《Zevo-3》，以及由SD Entertainment制作的数部直接发行DVD的影片：
- 《Hydee and the Hytops: The Movie》（2011年）[35]
- 《Twinkle Toes》（2012年）[36]
- 《Twinkle Toes Lights Up New York》（2016年）[36]